# Kalgah-e Pahn
Kalgah-e Pahn (persiska: كلگه پهن) är en ort i Iran.   Den ligger i provinsen Kohgiluyeh och Buyer Ahmad, i den centrala delen av landet, 600 km söder om huvudstaden Teheran. Kalgah-e Pahn ligger 790 meter över havet och antalet invånare är 143.
Terrängen runt Kalgah-e Pahn är kuperad åt sydväst, men åt nordost är den platt. Runt Kalgah-e Pahn är det ganska glesbefolkat, med 47 invånare per kvadratkilometer. Närmaste större samhälle är Dehdasht, 14,2 km norr om Kalgah-e Pahn. Omgivningarna runt Kalgah-e Pahn är i huvudsak ett öppet busklandskap.